# Rittergut Evensen

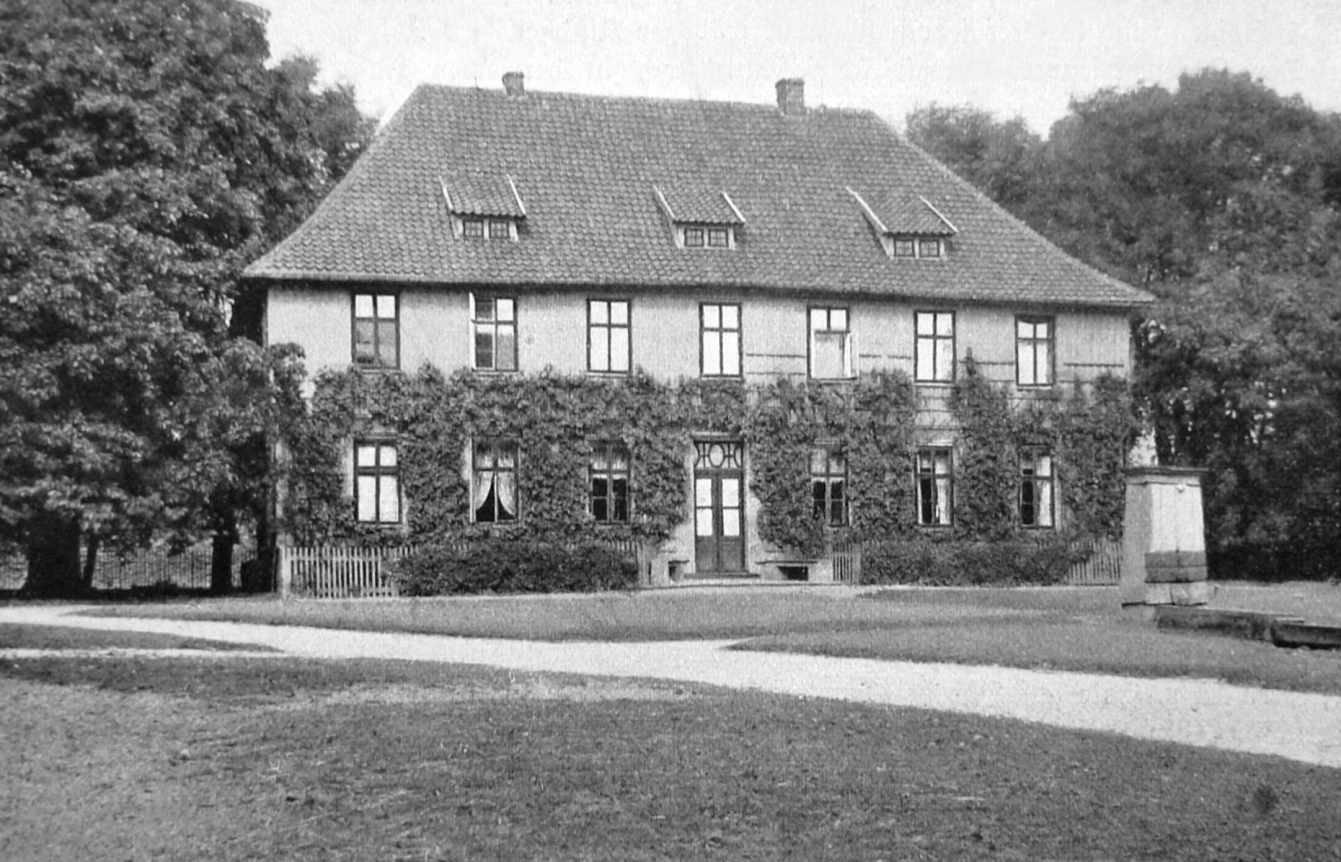
Das Herrenhaus des Ritterguts Evensen, 1912

Das Rittergut Evensen ist ein früheres Rittergut im Ortsteil Evensen der Stadt Neustadt am Rübenberge. Es geht auf ein Lehngut der Herren von Mandelsloh aus dem Jahre 1223 zurück. Um das Jahr 1700 wurde das Gut neu gestaltet.

## Beschreibung

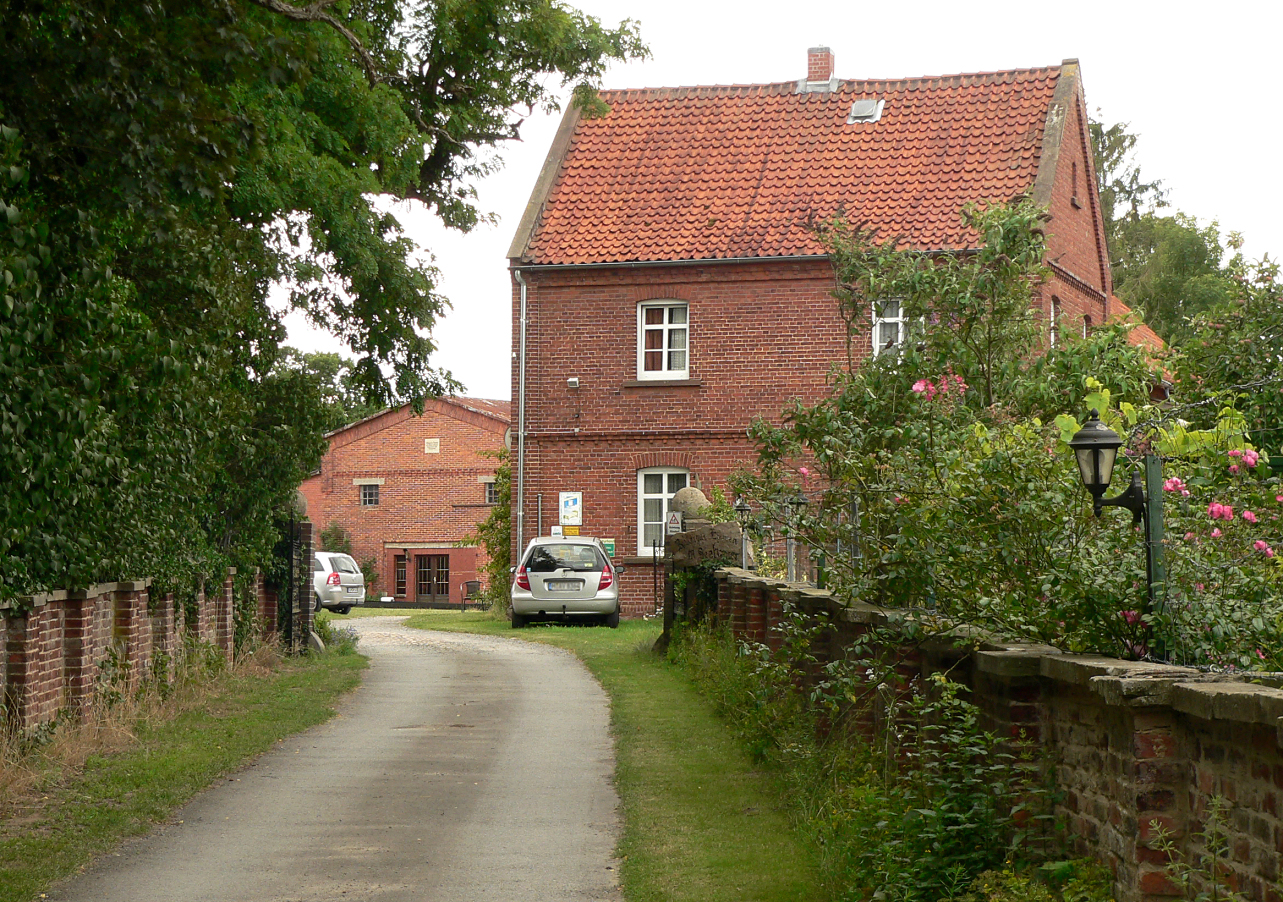
Zufahrt zum Rittergut

Zum Gut gehört ein Herrenhaus als zweigeschossiger Fachwerkbau, dessen Fassade eine Holzverschalung aufweist. Es stammt wahrscheinlich aus der Zeit um 1689 und soll das Jagdschloss des Offiziers Philipp Christoph von Königsmarck gewesen sein, das nach Evensen transloziert worden ist. Das denkmalgeschützte Herrenhaus bildet mit Wirtschaftsgebäuden aus dem 19. Jahrhundert eine rechteckig umbaute Hoffläche. Der Park mit einem französischen Garten wurde wahrscheinlich um das Jahr 1700 vom Gartenkünstler Martin Charbonnier angelegt, der bereits in Herrenhausen den Großen Garten gestaltet hatte. Es wird angenommen, dass der Park in Evensen ein Geschenk des Kurfürsten Georg Ludwig an den Kanzleidirektor und Besitzer des Rittergutes David Georg von Denicke war.
Seit Ende der 1990er Jahre wird auf dem früheren Rittergut Urlaub auf dem Bauernhof angeboten. Es gibt ein Hofcafé, ein Traktormuseum und eine Ölmühle mit ökologischen Produkten.

## Geschichte
1709 erwarb der Oberamtmann von Windheim von der verschuldeten Familie von Mandelsloh das Rittergut. 1714 ging es durch Erbgang an David Georg von Denicke, in dessen Familie das Gut über mehrere Generationen blieb. Zu seinen Nachkommen gehört Moritz von Denicke, der auch Besitzer des Rittergutes war. Da die Ehe von David Karl Georg Moritz von Denicke (1851–1924) mit Hildegard Gräfin von Stillfried-Rattonitz (1873–1945) kinderlos blieb, kam das Gut durch Erbfolge an Dieter von Stillfried-Rattonitz, der 1945 im Zweiten Weltkrieg als Soldat fiel. 1947 wurde der noch minderjährige Joseph Graf von Stillfried-Rattonitz als Erbe bestimmt, der das Gut im Jahr 1958 an die Niedersächsische Landgesellschaft verkaufte. Später kam es in Privatbesitz.